# 愛爾蘭聯合銀行
愛爾蘭聯合銀行（Allied Irish Banks，縮寫：AIB）是愛爾蘭的四大商業銀行之一，2010年12月愛爾蘭政府持有的愛爾蘭聯合銀行股份已達99.8%，隨著其國有化的步伐，愛爾蘭聯合銀行也從倫敦證券交易所除牌，不過其僅剩的少部分股份仍在爱尔兰证券交易所上市發行。
AIB在英國的分行為“Allied Irish Bank (GB)”，在北愛爾蘭為“Allied Irish Bank (NI)”，此外在美國等其他國家也有銀行業務。2009年經濟危機時與愛爾蘭銀行一起接受了政府35億歐元的紓困款，至2011年已增至133億歐元。

## 外部連結
- Official site
- AIB Insurance Online